# Tayanna
Tayanna, znana też jako Tyana, właśc. Tetiana Reszetniak (ukr. Тетяна Решетняк; ur. 29 września 1984 w Czerniowcach) – ukraińska piosenkarka, kompozytorka i autorka piosenek.

## Życiorys

### Wykształcenie
Studiowała na Uniwersytecie Kultury w Kijowie na specjalizacji „nauczyciel śpiewu scenicznego”. W trakcie studiów realizowała się jako chórzystka, pisała też piosenki dla innych wykonawców.

### Kariera muzyczna
W latach 2008–2011 była wokalistką girls bandu Gariaczyj szokolad, z którym w 2009 wydała album studyjny, zatytułowany Beregy. Po odejściu z zespołu rozpoczęła karierę solową. 
W 2014 brała udział w przesłuchaniach do czwartej edycji programu Hołos krajiny. Podczas „przesłuchań w ciemno” wykonała utwór „Odynokaja” i nie zdobyła poparcia od żadnego z mentorów, przez co nie zakwalifikowała się do kolejnej rundy. W 2015 uczestniczyła w castingach do piątego sezonu tego talent show. Podczas „przesłuchań w ciemno” zaśpiewała piosenkę Sofii Rotaru „Kraj, mij ridnij kraj” i zdobyła uznanie wszystkich czterech mentorów. Dołączyła do drużyny Potapa, po czym pomyślnie przeszła przez kolejne rundy, zapewniając sobie udział w odcinkach na żywo. Dotarła do finału, w którym zajęła drugie miejsce, przegrywając w głosowaniu telewidzów z Antonem Kopytinem. 26 czerwca 2016 wydała debiutancki album studyjny, zatytułowany 9 pesen iz żizni. Promowała go singlami: „Znaju y weriu”, „Ja ili ona” (duet z Ławyką), „Zabyd”, „Dyszim” i „I Am the One”. W listopadzie wydała singiel „Oseń”, który współtworzyła z Maksem Barskichem. Piosenkę umieściła na minialbumie pt. Portrety, który wydała 30 listopada 2016. W 2017 z anglojęzyczną wersją piosenki, „I Love You”, brała udział w ukraińskich eliminacjach eurowizyjnych; 4 lutego wystąpiła w pierwszym półfinale selekcji i z pierwszego miejsca awansowała do finału, a 25 lutego zajęła w nim pierwsze miejsce ex aequo z zespołem O.Torvald, który jednak zdobył większe poparcie telewidzów, dzięki czemu został wybrany na reprezentanta Ukrainy w 62. Konkursie Piosenki Eurowizji w Kijowie. W grudniu odebrała nagrodę na gali M1 Music Awards za wygraną w kategorii „Przełom roku”.
W styczniu 2018 zakwalifikowała się do półfinałów krajowych eliminacji do 63. Konkursu Piosenki Eurowizji, organizowanego w Lizbonie. Pierwotnie miała wystąpić w nich z utworem „Kwitka”, jednak był on niezgodny z regulaminem konkursu (został wykonany publicznie przed 1 września 2017). Jej konkursową piosenką został singiel „Lejla”, który miał swoją premierę 29 stycznia. 17 lutego wystąpiła w drugim półfinale eliminacji i awansowała do finału, w którym zajęła drugie miejsce.

### Pozostałe przedsięwzięcia
Była uczestniczką szóstej edycji programu rozrywkowego 1+1 Tanci z zirkamy (2019).

### Życie prywatne
Ma syna Daniela (ur. 2013).

## Dyskografia

### Albumy studyjne
- 9 pesen iz żizni (2016)

### Minialbumy (EP)
- Portrety (2016)